# Оперкулум (рибе)
Оперкулум (лат. operculum) је шкржни поклопац код кошљориба и код неких хрскавичавих риба (лат. Holocephali). Оперкулум се састоји од хрскавичавих или коштаних елемената, одваја шкрге од спољашње средине, има заштитну улогу и учествује у вентилацији шкрга (усисна пумпа).